# ذياب عوانة
ذياب عوانة أحمد حسين المصعبي (8 أبريل 1990 – 25 سبتمبر 2011)، لاعب كرة قدم إماراتي. كان يلعب لنادي دوري المحترفين الإماراتي بني ياس ومنتخب الإماراتي كجناح ومهاجم.
برز ذياب مع ناديه بني ياس بشكل لافت في موسم 2008–09 بالدرجة الأولى وهو بعمر 19 سنة وساهم بشكل كبير في صعود الفريق لدوري المحترفين وبرز مع منتخب الإمارات العربية المتحدة ببطولة آسيا تحت 19 سنة لكرة القدم 2008 والتي كانت من نصيب الإمارات العربية المتحدة. تمت مقارنته في أسلوب لعبه ومهاراته بزهير بخيت والذي أعلن بنفسه «ذياب عوانة هو خليفتي في الملاعب».

## مسيرته الكروية
انضم لمنتخب الإمارات للناشئين الذي شارك في تصفيات كأس آسيا 2006 وسجل هدف في مرمى الكويت لتفوز الإمارات 2-0 ولم يساعد ذلك الإمارات في التأهل لخسارته امام سوريا، شاركت الإمارات في كأس الخليج للناشئين 2006 وسجل هدف في مرمى الكويت وساعد فريقه للفوز بكأس الخليج للناشئين، اختير لتشكيلة المنتخب الإماراتي للشباب الذي خاض مشوار التأهل للنهائيات 2008 وسجل ذياب إحدى اهداف التصفيات في المرمى الكويتي في المباراة التي فازت بها الإمارات 5-1 ليتأهل الأبيض الشاب للنهائيات بالدمام وتوج مجهوده بالفوز ببطولة آسيا تحت 19 سنة لكرة القدم 2008 بالسعودية لأول مرة بالتاريخ واستطاع ذياب في هذه البطولة ان يسجل هدفا في مرمى السعودية.
لعب ذياب لصالح منتخب الإمارات العربية المتحدة في المباراة الأولى لكأس العالم تحت 20 سنة 2009 في مصر ضد جنوب أفريقيا. في المباراة الأولى امام جنوب أفريقيا كانت الإمارات متخلفة بهدفين إلى الدقيقة 89 عندما تحصلت الإمارات على ركلة جزاء سجل حمدان الكمالي بنجاح هدفًا ليجعل النتيجة 2-1 في الدقيقة الأولى من الوقت المحتسب بدل الضائع، ثم سجل ذياب هدف التعادل برأسه من كره عرضيه بالدقيقة 93 من الوقت بدل الضائع وانقذ الإمارات من الخسارة، بعدها فازت على هندوراس وخسرت من المجر وتأهلت لدور الـ16 وقابلت فنزويلا وفازت عليها لتكون الإمارات العربية المتحدة ممثلة آسيا في دور الثمانية لتواجه كوستاريكا وتنهي المشوار الإماراتي المميز.
لعب ذياب خلال مسيرته الاحترافية مع نادِ واحدٍ في أربعة مواسم وسجل خلالها 8 أهداف ضمن 62 مباراة. ولم يفز بأي موسم بالكأس أو بالدوري.
خاض مسيرته مع نادي بني ياس في موسم 2007–08 ليلعب معه أربعة مواسم، مشاركًا في 62 مباراة سجل خلالها 8 أهداف.

## وفاته
توفي ذياب في 25 سبتمبر 2011، عن عمر يناهز 21 عامًا، في حادث سيارة في أبو ظبي، الإمارات العربية المتحدة. أفادت تقارير أن سيارته من طراز أودي Q7 ذات الدفع الرباعي تحطمت على جسر الشيخ زايد عندما كان عائداً إلى أبوظبي قادماً من العين بعد انتهاء حصة تدريبية للمنتخب الوطني، وذكر التقرير أنه كان يستخدم هاتفه وقت وقوع الحادث. توفي ذياب في مكان الحادث وظهرت شائعات تفيد بأن شقيقه كان معه أيضًا في السيارة وقت وقوع الحادث وأدخل العناية المركزة قبل أن يتوفى بعد عدة ساعات إلا أن نادي بني ياس نفى هذه الشائعة.
دفن في 26 سبتمبر 2011 بعد صلاة العصر مباشرة في مقبرة بني ياس في الشامخة، أبوظبي. بعد شهر من وفاته أعاد اتحاد كرة القدم الإماراتي تسمية الملعب المبني حديثًا في دبي إلى "ملعب ذياب عوانة"؛ كما تم تسمية مسجد في الكويت باسمه.

## الإحصائيات

### النادي
آخر تحديث 28 مايو 2011.
| النادي        | الموسم        | الدوري | الدوري  | الدوري  | الكأس  | الكأس   | الكأس   | كأس الرئيس | كأس الرئيس | كأس الرئيس | دوري الأبطال | دوري الأبطال | دوري الأبطال | Total  | Total   | Total   |
| النادي        | الموسم        | الظهور | الأهداف | صنع هدف | الظهور | الأهداف | صنع هدف | الظهور     | الأهداف    | صنع هدف    | الظهور       | الأهداف      | صنع هدف      | الظهور | الأهداف | صنع هدف |
| ------------- | ------------- | ------ | ------- | ------- | ------ | ------- | ------- | ---------- | ---------- | ---------- | ------------ | ------------ | ------------ | ------ | ------- | ------- |
| بني ياس       | 2007–08       | 10     | 0       | 0       | —      | —       | —       | —          | —          | —          | —            | —            | —            | 10     | 0       | 0       |
| بني ياس       | 2008–09       | 15     | 3       | 0       | —      | —       | —       | —          | —          | —          | —            | —            | —            | 15     | 3       | 0       |
| بني ياس       | 2009–10       | 19     | 3       | 0       | —      | —       | —       | —          | —          | —          | —            | —            | —            | 19     | 3       | 0       |
| بني ياس       | 2010–11       | 18     | 2       | 4       | —      | —       | —       | 1          | 0          | 0          | —            | —            | —            | 19     | 2       | 4       |
| المجموع الكلي | المجموع الكلي | 62     | 8       | 4       | 0      | 0       | 0       | 1          | 0          | 0          |              |              |              | 63     | 8       | 4       |

### الدولية
آخر تحديث 26 أغسطس 2011.
| الإمارات | الإمارات | الإمارات |
| السنة    | الظهور   | الأهداف  |
| -------- | -------- | -------- |
| 2009     | 2        | 0        |
| 2010     | 3        | 0        |
| 2011     | 4        | 2        |
| المجموع  | 9        | 3        |

## الانجازات

### النادي
بني ياس
- الدوري الإماراتي الدرجة الأولى: 1

2008–09

### الإمارات
- كأس الخليج للناشئين: 1

2006
- كأس آسيا للشباب: 1

2008
- كأس الخليج للمنتخبات الأولمبية: 1

2010
- دورة الألعاب الآسيوية الميدالية الفضية: 1

2010